# Rajd RAC 1956
Rajd RAC 1956 (14. RAC international Rally of Great Britain) – 14. edycja rajdu samochodowego Rajd RAC rozgrywanego w Wielkiej Brytanii. Rozgrywany był od 6 do 10 marca 1956 roku. Była to trzecia runda Rajdowych Mistrzostw Europy w roku 1956.

## Klasyfikacja rajdu
| Miejsce                      | Kierowca                     | Pilot                        | Samochód                     | Czas                         | Strata                       |                              |
| Klasyfikacja generalna i ERC | Klasyfikacja generalna i ERC | Klasyfikacja generalna i ERC | Klasyfikacja generalna i ERC | Klasyfikacja generalna i ERC | Klasyfikacja generalna i ERC | Klasyfikacja generalna i ERC |
| ---------------------------- | ---------------------------- | ---------------------------- | ---------------------------- | ---------------------------- | ---------------------------- | ---------------------------- |
| 1.                           | Lyndon Oliver Sims           | Tony Ambrose                 | Aston Martin DB2             | 29                           | 0.0                          |                              |
| 2.                           | Ian Appleyard                | Patricia Appleyard           | Standard Pennant             | 50                           | +20                          |                              |
| 3.                           | John Spare                   | M.H. Meredith                | Morgan Plus 4                | 54                           | +25                          |                              |
| 4.                           | Bill Bleakley                | Ian Hall                     | Jaguar MK7 2.4               | 1:05                         | +35                          |                              |
| 5.                           | Peter Cooper                 | G. Holland                   | Standard Ten                 | 1:21                         | +52                          |                              |
| 6.                           | Joan Johns                   | Douglas Johns                | Austin A90                   | 1:22                         | +53                          |                              |
| 7.                           | Arthur Senior                | C. Hall                      | Austin A90                   | 1:30                         | +1:00                        |                              |
| 8.                           | Declan O'Leary               | A.M. Canty                   | Volkswagen                   | 1:31                         | +1:01                        |                              |
| 9.                           | Johnny Wallwork              | Willy Cave                   | Standard Ten                 | 1:52                         | +1:22                        |                              |
| 10.                          | Peter Harper                 | David Humphrey               | Sunbeam MK III               | 1:54                         | +1:24                        |                              |